# Харьковский (Александровский район)
Ха́рьковский — хутор в Александровском районе (муниципальном округе) Ставропольского края России.

## География
Расположен в 95 км от краевого центра и в 16 км от районного центра.

## История
Посёлок Харьковский Падинской волости Александровского уезда Ставропольской губернии упоминается в списке населённых мест по данным переписи 1916—1917 годов:380. В 1920 году входил в Александровскую волость:402.
На 1 марта 1966 года хутор Харьковский входил в Китаевский сельсовет:7. 5 апреля 1972 года передан в состав Александровского сельсовета.
16 марта 2020 года Александровский сельсовет был упразднён. Территория включена в Александровский муниципальный округ.

## Население
| 1989 | 2002 | 2010 | 2014 | 2021 | 2023 |
| ---- | ---- | ---- | ---- | ---- | ---- |
| 241  | ↗359 | ↘281 | ↗300 | ↘200 | ↗249 |

Согласно результатам переписи 2002 года в национальной структуре населения Харьковского русские составляли 60 %, даргинцы — 35 %.
По данным районной администрации численность населения хутора по состоянию на 1 января 2017 года составляет 278 чел.

## Инфраструктура
Медобслуживание осуществляет фельдшерский пункт.
В Харьковском две улицы — Ленина и Новая, протяжённостью 2,2 км и 0,2 км соответственно. Автомобильные дороги по обеим улицам покрыты щебнем; часть участка дороги по ул. Ленина (0,7 км) имеет асфальтовое покрытие. Жилые дома изготовлены преимущественно из кирпича, деревянных панелей. Домовладения обеспечены газоснабжением, электроснабжением и водоснабжением. Рядом с населённым пунктом расположено общественное открытое кладбище.

## Транспорт
Автомобильное сообщение между Харьковским и соседними населёнными пунктами осуществляется по асфальтобетонным дорогам общего пользования местного значения. На территории хутора находится промежуточный остановочный пункт по маршруту регулярных перевозок № 108 («с. Александровское — с. Грушевское»), обслуживаемому автобусом малого класса.

## Связь и телекоммуникации
В 2016 году в хуторе введена в эксплуатацию точка доступа к сети Интернет (передача данных осуществляется посредством волоконно-оптической линии связи).

## Образование
Территория хутора закреплена за средней общеобразовательной школой № 16 села Александровского.